# Ruahine Range
Ruahine Range je pohoří v jižní části Severního ostrova na Novém Zélandu. Rozkládá se ze severovýchodu na jihozápad v délce okolo 110 km.
Nejvyšší horou pohoří je Mangaweka (1 733 m).
Severně na pohoří navazují Kaimanawa Mountains a Kaweka Range, jižně Tararua Range.